# اولگا سانفیرووا
اولگا الکساندروونا سانفیرووا (به روسی: Ольга Александровна Санфирова؛ زادهٔ ۲ مه [۱۹ آوریل به تقویم قدیم] ۱۹۱۷ – درگذشتهٔ ۱۳ دسامبر ۱۹۴۴) کاپیتان و فرمانده یک اسکادران در «هنگ ۴۶ بمب‌افکن شبانه گارد تامان» در طول جنگ جهانی دوم بود. او پس از مرگش، در ۲۳ فوریهٔ ۱۹۴۵، عنوان قهرمان اتحاد جماهیر شوروی را دریافت کرد و به این ترتیب نخستین زن تاتار شد که این افتخار را کسب کرد.

## زندگی غیر نظامی
سانفیرووا در ۲ مه ۱۹۱۷ (۱۹ آوریل به تقویم قدیم) در یک خانوادهٔ کارگری تاتار ولگا به دنیا آمد. او دوره دبیرستان را در ازبکستان شوروی گذراند و سپس برای تحصیل در مدرسهٔ خلبانی کولومنا به مسکو رفت. پس از فارغ‌التحصیلی از مدرسهٔ خلبانی، در ادارهٔ هوانوردی مسکو مشغول به کار شد و در سال ۱۹۴۰ به شهر تاتارسک، واقع در ناحیهٔ نووسیبیرسک، منتقل گردید تا به آموزش خلبانان اسکادران ۷۸ ادارهٔ هوانوردی غیرنظامی سیبری غربی بپردازد. او در دسامبر ۱۹۴۱ به ارتش پیوست و از سال ۱۹۴۲ عضو حزب کمونیست اتحاد شوروی بود.

## دوران نظامی
سانفیرووا با تشویق مارینا رسکوا به نیروی هوایی پیوست. او در مدرسهٔ نظامی هوانوردی انگلس آموزش دید و پس از فارغ‌التحصیلی از مدرسهٔ نظامی هوانوردی باتایسک در سال ۱۹۴۲، به هنگ ۵۸۸ بمب‌افکن شبانه پیوست؛ هنگی که نیروهای آلمانی حریف آن‌ها را «جادوگران شب» می‌نامیدند. این واحد در فوریهٔ ۱۹۴۳ به هنگ ۴۶ گارد بمب‌افکن شبانهٔ تامان تغییر نام داد.
در جریان یکی از پروازهای آموزشی در انگلس، زمانی که او به‌عنوان خلبان فرمانده پرواز می‌کرد، هواپیما با خطوط برق فشار قوی برخورد کرد و آسیب دید. دادگاه نظامی انگلس او را به ده سال زندان محکوم کرد، اما این حکم بعداً اصلاح شد و از او خواسته شد برای جبران خسارت وارده به هواپیما، به هنگ بمب‌افکن شبانه بپیوندد.
در طول جنگ، او ۶۳۰ مأموریت رزمی شبانه را با مجموع ۸۷۵ ساعت پرواز در شرایط نبرد انجام داد و ۷۷ تن بمب بر روی مناطق تحت کنترل دشمن فرو ریخت. در نتیجهٔ این عملیات‌ها، یک انبار، دو دستهٔ نظامی نازی، پنج خودرو، سه برجک و دو اسکلهٔ شناور را نابود کرد. او همچنین ۲۵ محمولهٔ تدارکاتی شامل غذا و مهمات را برای نیروهای زمینی شوروی ارسال نمود.